# Davenport (Washington)
Pour les articles homonymes, voir Davenport.
La ville de Davenport est le siège du comté de Lincoln, État de Washington, aux États-Unis. En 2003, sa population s’élevait à 1 690 habitants.
Davenport a été incorporée le 9 juin 1890.
Elle porte le nom de J. C. Davenport, qui possédait une boutique dans les premières années du peuplement de la future ville.

## Démographie sur les 30 dernières années
1970 : 1 363 habitants 
1980 : 1 559 habitants 
1990 : 1 600 habitants 
2002 : 1 720 habitants 
2003 : 1 690 habitants